# Dizionario enciclopedico degli scacchi
Il Dizionario enciclopedico degli scacchi è un'opera scritta da Adriano Chicco e Giorgio Porreca, edita a Milano da Mursia nel 1971.
L'opera è organizzata per voci in ordine alfabetico e tratta tutti gli argomenti relativi al gioco degli scacchi. È corredata da 96 tavole in bianco e nero, con 234 illustrazioni. Conta 579 pagine, con formato 16 × 23 cm. Sinora può essere considerata la più ampia enciclopedia sugli scacchi edita in Italia.
Gli argomenti trattati con maggiore estensione sono le biografie di scacchisti, la teoria della aperture, i campionati del mondo, la storia degli scacchi e i tornei internazionali (con risultati di molti tornei e 32 tabelle complete).
Particolarmente ricca la trattazione degli scacchi in Italia, con classifiche complete di tutti i campionati italiani, anche per corrispondenza, disputati fino al 1971. Molto estesa anche la parte relativa ai problemi e studi, dei quali entrambi gli autori sono stati grandi cultori, con biografie e problemi d'esempio dei principali compositori.

## Edizioni
- Adriano Chicco e Giorgio Porreca, Dizionario enciclopedico degli scacchi, Milano, Mursia, 1971 ISBN 9788842588894